# Davor Vugrinec
Davor Vugrinec (født 24. marts 1975 i Varaždin, Jugoslavien) er en kroatisk tidligere fodboldspiller (angriber).
Vugrinec spillede 28 kampe og scorede syv mål for Kroatiens landshold i perioden 1996-2006. Han var med i den kroatiske trup til VM 2002 i Sydkorea/Japan, og spillede to af landets tre kampe i turneringen.
På klubplan repræsenterede Vugrinec blandt andet NK Varaždin og Dinamo Zagreb i hjemlandet, italienske Atalanta samt Trabzonspor i Tyrkiet.